# Provincia de Osmaniye
La provincia de Osmaniye es una de las 81 provincias de Turquía. La provincia está situada en el sureste de Turquía. La capital provincial es Osmaniye. Las siguientes ciudades más grandes son Kadirli y Düziçi.
- Superficie: 3,320 km²
- Población (2000): 458,782
- Densidad de población: hab./km²

- Distritos (ilçeler):
  - Bahçe
  - Düziçi
  - Hasanbeyli
  - Kadirli
  - Osmaniye
  - Sumbas
  - Toprakkale